# Hydrolagus affinis
Hydrolagus affinis Capello é uma espécie de peixes pertencente à família Chimaeridae conhecida pelo nome comum de ratazana-da-fundura. Ocorre em quase todo o Atlântico Norte a profundidades entre 300 e 2410 metros, sendo mais frequente abaixo dos 1000 metros. O seu comprimento total varia entre 32 e 147 cm e apresente um típico focinho curto e arredondado, com a boca localizada na parte inferior da cabeça. Os lábios são engrossados e o corpo estreita gradualmente até terminar numa cauda fina.